# Dipartimento di Morazán
Il dipartimento di Morazán è uno dei 14 dipartimenti di El Salvador, istituito il 14 marzo 1877. Si trova nella parte orientale del paese.

## Comuni del dipartimento
- Arambala
- Cacaopera
- Chilanga
- Corinto
- Delicias de Concepción
- El Divisadero
- El Rosario
- Gualococti
- Guatajiagua
- Joateca
- Jocoaitique
- Jocoro
- Lolotiquillo
- Meanguera
- Osicala
- Perquín
- San Carlos
- San Fernando
- San Francisco Gotera (capoluogo)
- San Isidro
- San Simón
- Sensembra
- Sociedad
- Torola
- Yamabal
- Yoloaiquín